# Bolesław Habowski
Bolesław Józef Habowski (né le 13 septembre 1914 à Cracovie en Pologne et mort le 21 mai 1979 à Wendover en Angleterre, était un joueur de football polonais.

## Biographie
Les débuts internationaux d'Habowski se font le 10 octobre 1937 à Varsovie (Pologne - Yougoslavie, 4-0). Son second et dernier match est à Riga le 25 septembre 1938 (Lettonie - Pologne 2-1) où il inscrit un but durant ce match.
Il jouait en tant qu'attaquant, et était considéré comme un joueur très rude et rapide, qui n'abandonnait jamais. 
Entre 1934 et 1938, il joue au Wisła Cracovie en 1re division polonaise. À la fin 1938 et au début 1939, il est acheté par le Junak Drohobycz. En septembre 1939, il est capturé par les Sovietiques et est emmené en Sibérie. En 1942, il fait partie de l'armée polonaise de l'Union soviétique, créée par le général Władysław Anders. À partir de là, il va en Afrique, et en Angleterre où il reste jusqu'à sa mort.